# Olympique Lyonnais 2019-2020 (femminile)
Questa voce raccoglie le informazioni riguardanti la squadra femminile dell'Olympique Lione nelle competizioni ufficiali della stagione 2019-2020.

## Stagione
La stagione 2019-2020 della squadra femminile dell'Olympique Lione è partita con l'arrivo di Jean-Luc Vasseur alla guida tecnica al posto di Reynald Pedros. Il 21 settembre 2019 l'OL ha vinto il suo primo trofeo stagionale, conquistando il Trophée des Championnes dopo aver superato il Paris Saint-Germain ai tiri di rigore.
In campionato l'Olympique Lione ha vinto il suo diciottesimo titolo, il quattordicesimo consecutivo. Il campionato è stato concluso con 44 punti, frutto di 14 vittorie, 2 pareggi e nessuna sconfitta. Dopo sedici giornate il campionato era stato sospeso il 13 marzo 2020 a causa della pandemia di COVID-19 che stava colpendo la Francia a partire dal mese di febbraio, per poi essere definitivamente sospeso il 28 aprile successivo. L'OL, che era in testa alla classifica al momento della sospensione, era stato dichiarato campione di Francia. La squadra ha vinto anche la Coppa di Francia per l'undicesima volta nella sua storia, superando in finale il Paris SG.
Il 30 agosto 2020 l'Olympique Lione ha vinto la UEFA Women's Champions League per la settima volta nella sua storia, quinta consecutiva, battendo in finale il Wolfsburg per 3-1, in una competizione anch'essa impattata dalla pandemia di COVID-19 che aveva costretto gli organizzatori a cambiare il formato e le date per gli ultimi turni. Il cammino in coppa è stato contrassegnato da 7 vittorie su 7 partite giocate.

## Maglie
Le tenute di gioco sono le stesse dell'Olympique Lione maschile.
| Casa | Trasferta | Terza maglia |

## Organigramma societario
Area tecnica
- Allenatore: Reynald Pedros
- Vice allenatore: Charles Devineau
- Preparatore dei portieri: Christophe Gardié
- Preparatore atletico: Guillaume Tora
- Medico sociale: Jean-François Luciani
- Fisioterapista: Yannick Millet, Thibault Aubin
- Coordinatore: Julie Fryc

## Rosa
Rosa e numeri come da sito ufficiale, aggiornati al 16 febbraio 2020.
| N. |                        | Ruolo | Calciatrice              |
| -- | ---------------------- | ----- | ------------------------ |
| 1  | Germania (bandiera)    | P     | Lisa Weiß                |
| 2  | Inghilterra (bandiera) | D     | Lucy Bronze              |
| 3  | Francia (bandiera)     | D     | Wendie Renard (capitano) |
| 4  | Francia (bandiera)     | D     | Selma Bacha              |
| 5  | Giappone (bandiera)    | C     | Saki Kumagai             |
| 6  | Francia (bandiera)     | C     | Amandine Henry           |
| 7  | Inghilterra (bandiera) | C     | Amel Majri               |
| 8  | Francia (bandiera)     | C     | Isobel Christiansen      |
| 9  | Francia (bandiera)     | A     | Eugénie Le Sommer        |
| 10 | Germania (bandiera)    | C     | Dzsenifer Marozsán       |
| 11 | Paesi Bassi (bandiera) | A     | Shanice van de Sanden    |
| 12 | Francia (bandiera)     | A     | Naomie Feller            |
| 13 | Francia (bandiera)     | D     | Manon Revelli            |
| 14 | Norvegia (bandiera)    | A     | Ada Hegerberg            |

| N. |                        | Ruolo | Calciatrice         |
| -- | ---------------------- | ----- | ------------------- |
| 15 | Inghilterra (bandiera) | D     | Alex Greenwood      |
| 16 | Francia (bandiera)     | P     | Sarah Bouhaddi      |
| 17 | Inghilterra (bandiera) | A     | Nikita Parris       |
| 18 | Francia (bandiera)     | C     | Eva Kouache         |
| 19 | Portogallo (bandiera)  | A     | Jéssica Silva       |
| 20 | Francia (bandiera)     | A     | Delphine Cascarino  |
| 21 | Canada (bandiera)      | D     | Kadeisha Buchanan   |
| 22 | Svizzera (bandiera)    | C     | Sally Julini        |
| 23 | Belgio (bandiera)      | D     | Janice Cayman       |
| 24 | Francia (bandiera)     | D     | Grace Kazadi        |
| 27 | Francia (bandiera)     | A     | Emelyne Laurent     |
| 28 | Francia (bandiera)     | A     | Melvine Malard      |
| 29 | Francia (bandiera)     | D     | Griedge Mbock Bathy |
| 40 | Finlandia (bandiera)   | P     | Katriina Talaslahti |

## Calciomercato

### Sessione estiva
| Acquisti | Acquisti            | Acquisti          | Acquisti |
| R.       | Nome                | da                | Modalità |
| -------- | ------------------- | ----------------- | -------- |
| P        | Katriina Talaslahti | Bayern Monaco     | [ 8 ]    |
| D        | Janice Cayman       | Montpellier       | [ 8 ]    |
| D        | Alex Greenwood      | Manchester United | [ 9 ]    |
| A        | Nikita Parris       | Manchester City   | [ 8 ]    |
| A        | Jéssica Silva       | Levante           | [ 8 ]    |

| Cessioni | Cessioni         | Cessioni      | Cessioni      |
| R.       | Nome             | a             | Modalità      |
| -------- | ---------------- | ------------- | ------------- |
| D        | Carolin Simon    | Bayern Monaco | svincolata    |
| C        | Jessica Fishlock | Reign         | fine prestito |
| A        | Lorena Azzaro    | Fleury        | svincolata    |
| A        | Sole Jaimes      | Santos        | svincolata    |
| A        | Emelyne Laurent  | Bordeaux      | in prestito   |
| A        | Melvine Malard   | Fleury        | in prestito   |
| A        | Danielle Roux    | Stade Reims   | in prestito   |

### Sessione invernale
| Acquisti | Acquisti      | Acquisti    | Acquisti    |
| R.       | Nome          | da          | Modalità    |
| -------- | ------------- | ----------- | ----------- |
| A        | Naomie Feller | Stade Reims | in prestito |

| Cessioni | Cessioni            | Cessioni | Cessioni   |
| R.       | Nome                | a        | Modalità   |
| -------- | ------------------- | -------- | ---------- |
| D        | Isobel Christiansen | Everton  | definitivo |

## Risultati

### Division 1

#### Girone di andata
| Arbitro: | Victoria Beyer |

|                                                                       |           |  |
| Parris 3’ Le Sommer 11’ Marozsán 17’ Cascarino 77’ Hegerberg 83’, 84’ | Marcatori |  |

| Arbitro: | Camille Soriano |

|                          |           |                                                                                |
| Feller 8’, 40’ David 51’ | Marcatori | 1’ Cascarino 3’, 77’, 88’ Hegerberg 20’ Renard 29’ Henry 44’, 81’ (rig.) Majri |

| Arbitro: | Jennifer Maubacq |

|                                                                       |           |  |
| Marozsán 10’, 39’ Le Sommer 31’, 51’ Mbock Bathy 56’ Christiansen 75’ | Marcatori |  |

| Arbitro: | Stéphanie Di Benedetto |

|            |           |                                                                    |
| Fleury 73’ | Marcatori | 14’ Le Sommer 19’ (rig.), 72’ Marozsán 34’ Cascarino 90’ Hegerberg |

| Arbitro: | Elodie Coppola |

|                                             |           |  |
| Renard 45’ Hegerberg 47’, 88’ Le Sommer 61’ | Marcatori |  |

| Digione 20 ottobre 2019, ore 14:45 CEST 6ª giornata | Digione         | 0 – 0 referto | Olympique Lione | Stadio Gaston Gérard (5 064 spett.)\| Arbitro: \| Camille Soriano \| |
| Arbitro:                                            | Camille Soriano |               |                 |                                                                      |

| Arbitro: | Jennifer Maubacq |

|                                                      |           |  |
| Henry 19’ Hegerberg 44’ Parris 45’ van de Sanden 79’ | Marcatori |  |

| Arbitro: | Elodie Coppola |

|  |           |                                      |
|  | Marcatori | 4’ Renard 39’ Marozsán 71’ Hegerberg |

| Arbitro: | Victoria Beyer |

|             |           |  |
| Kumagai 49’ | Marcatori |  |

| Arbitro: | Savina Elbour |

|  |           |                                                 |
|  | Marcatori | 10’ Hegerberg 36’ Parris 68’ Marozsán 89’ Henry |

| Arbitro: | Savina Elbour |

|                                                                |           |  |
| Hegerberg 12’, 45’ (rig.), 75’ Mbock Bathy 35’, 38’ Parris 61’ | Marcatori |  |

#### Girone di ritorno
| Arbitro: | Victoria Beyer |

|                                |           |  |
| Renard 75’ van de Sanden 90+3’ | Marcatori |  |

| Le Bouscat 19 gennaio 2020, ore 15:00 CET 13ª giornata | Bordeaux               | 0 – 0 referto | Olympique Lione | Stadio Sainte Germaine - J. Chatenet (1 821 spett.)\| Arbitro: \| Stéphanie Di Benedetto \| |
| Arbitro:                                               | Stéphanie Di Benedetto |               |                 |                                                                                             |

| Arbitro: | Victoria Beyer |

|                                                       |           |  |
| Majri 11’, 54’ Parris 52’ Renard 67’ (rig.) Silva 87’ | Marcatori |  |

| Arbitro: | Jennifer Maubacq |

|  |           |                                                                                                   |
|  | Marcatori | 15’ Kumagai 40’ (rig.), 64’ Renard 49’ Mbock Bathy 60’ Parris 67’ Feller 73’, 89’ (rig.) Marozsán |

| Arbitro: | Camille Soriano |

|                                                   |           |  |
| Henry 1’ Majri 51’ Parris 58’, 60’ Marozsán 90+4’ | Marcatori |  |

| Parigi 14 marzo 2020, ore CET 17ª giornata | Paris Saint-Germain | – Annullata | Olympique Lione | Stadio Jean Bouin |

| Bondoufle 28 marzo 2020, ore CET 18ª giornata | Fleury | – Annullata | Olympique Lione | Stadio Robert Bobin |

| Décines-Charpieu 4 aprile 2020, ore 15:00 CEST 19ª giornata | Olympique Lione | – Annullata | Soyaux | Groupama Stadium |

| Metz 18 aprile 2020, ore CEST 20ª giornata | Metz | – Annullata | Olympique Lione | Stade Dezavelle |

| Décines-Charpieu 16 maggio 2020, ore CEST 21ª giornata | Olympique Lione | – Annullata | Guingamp | Groupama Stadium |

| Bondoufle 30 maggio 2020, ore CEST 22ª giornata | Paris FC | – Annullata | Olympique Lione | Stadio Robert Bouin |

### Coppa di Francia
| Arbitro: | Maïka Vanderstichel |

|                                                                                 |           |           |
| Parris 12’, 40’, 46’, 86’ Le Sommer 21’, 35’ Marozsán 47’ Renard 49’ Cayman 75’ | Marcatori | 8’ Cardia |

| Arbitro: | Savina Elbour |

|  |           |                         |
|  | Marcatori | 17’ Marozsán 44’ Renard |

| Arbitro: | Maïka Vanderstichel |

|  |           |                          |
|  | Marcatori | 51’ Cascarino 75’ Parris |

| Arbitro: | Savina Elbour |

|  |           |            |
|  | Marcatori | 64’ Parris |

| Arbitro: | Victoria Beyer |

|                                        |                      |                                    |
| Majri Marozsán Renard Le Sommer Bronze | Tiri di rigore 4 – 3 | Nadim Däbritz Bruun Endler Khélifi |

### Supercoppa di Francia
| Arbitro: | Marie-Soleil Beaudoin |

|                                              |                      |                                   |
| Majri 31’                                    | Marcatori            | 43’ Nadim                         |
| Majri Mbock Bathy Le Sommer Hegerberg Renard | Tiri di rigore 4 – 3 | Katoto Däbritz Diani Dudek Geyoro |

### UEFA Women's Champions League
| Arbitro: | Elvira Nurmustafina |

|  |           | |
|  | Marcatori | 12’ (rig.) Marozsán 27’, 39’, 70’ (rig.) Hegerberg 31’, 77’, 90’ Renard 37’ Henry 78’ (rig.) Majri |

| Arbitro: | Silvia Domingos |

|                                                                                           |           |  |
| Le Sommer 18’ Parris 21’, 88’ Cascarino 40’ Hegerberg 55’ (rig.), 90’ Renard 90+2’ (rig.) | Marcatori |  |

| Arbitro: | Lorraine Clark |

|  |           |                                              |
|  | Marcatori | 17’ (rig.), 54’ Hegerberg 29’, 41’ Le Sommer |

| Arbitro: | Cheryl Foster |

|                                                                                      |           |  |
| Hegerberg 12’, 46’ Le Sommer 34’ Mbock Bathy 65’ Silva 81’ Buchanan 83’ Parris 90+3’ | Marcatori |  |

| Arbitro: | Kateryna Monzul' |

|                      |           |           |
| Parris 41’ Majri 59’ | Marcatori | 64’ Simon |

| Arbitro: | Anastasija Pustovojtova |

|  |           |            |
|  | Marcatori | 67’ Renard |

| Arbitro: | Esther Staubli |

|          |           |                                             |
| Popp 58’ | Marcatori | 25’ Le Sommer 44’ Kumagai 88’ Gunnarsdóttir |

## Statistiche

### Statistiche di squadra
| Competizione          | Punti | In casa | In casa | In casa | In casa | In casa | In casa | In trasferta | In trasferta | In trasferta | In trasferta | In trasferta | In trasferta | Totale | Totale | Totale | Totale | Totale | Totale | DR   |
| Competizione          | Punti | G       | V       | N       | P       | Gf      | Gs      | G            | V            | N            | P            | Gf           | Gs           | G      | V      | N      | P      | Gf     | Gs     | DR   |
| --------------------- | ----- | ------- | ------- | ------- | ------- | ------- | ------- | ------------ | ------------ | ------------ | ------------ | ------------ | ------------ | ------ | ------ | ------ | ------ | ------ | ------ | ---- |
| Division 1            | 44    | 9       | 9       | 0       | 0       | 39      | 0       | 7            | 5            | 2            | 0            | 28           | 4            | 16     | 14     | 2      | 0      | 67     | 4      | +63  |
| Coppa di Francia      | -     | 1       | 1       | 0       | 0       | 9       | 1       | 3            | 3            | 0            | 0            | 5            | 0            | 4      | 4      | 0      | 0      | 14     | 1      | +13  |
| Supercoppa di Francia | -     | -       | -       | -       | -       | -       | -       | -            | -            | -            | -            | -            | -            | 1      | 0      | 1      | 0      | 1      | 1      | 0    |
| Champions League      | -     | 2       | 2       | 0       | 0       | 14      | 0       | 2            | 2            | 0            | 0            | 13           | 0            | 4      | 4      | 0      | 0      | 27     | 0      | +27  |
| Totale                | -     | 12      | 12      | 0       | 0       | 62      | 1       | 12           | 10           | 2            | 0            | 46           | 4            | 25     | 22     | 3      | 0      | 109    | 6      | +103 |

### Andamento in campionato
| Giornata  | 1 | 2 | 3 | 4 | 5 | 6 | 7 | 8 | 9 | 10 | 11 | 12 | 13 | 14 | 15 | 16 | 17 | 18 | 19 | 20 | 21 | 22 |
| --------- | - | - | - | - | - | - | - | - | - | -- | -- | -- | -- | -- | -- | -- | -- | -- | -- | -- | -- | -- |
| Luogo     | T | C | T | C | T | C | C | T | C | T  | C  | C  | T  | T  | C  | T  | C  | T  | T  | C  | T  | C  |
| Risultato | V | V | V | V | V | N | V | V | V | V  | V  | V  | N  | V  | V  | V  | -  | -  | -  | -  | -  | -  |
| Posizione | 1 | 1 | 1 | 1 | 1 | 1 | 1 | 1 | 1 | 1  | 1  | 1  | 1  | 1  | 1  | 1  | -  | -  | -  | -  | -  | -  |

Legenda:

Luogo: C = Casa; T = Trasferta. Risultato: V = Vittoria; N = Pareggio; P = Sconfitta.

### Statistiche delle giocatrici
| Giocatore        | Division 1 | Division 1 | Division 1  | Division 1 | Coppa di Francia | Coppa di Francia | Coppa di Francia | Coppa di Francia | Supercoppa di Francia | Supercoppa di Francia | Supercoppa di Francia | Supercoppa di Francia | Champions League | Champions League | Champions League | Champions League | Totale   | Totale | Totale      | Totale     |
| Giocatore        | Presenze   | Reti       | Ammonizioni | Espulsioni | Presenze         | Reti             | Ammonizioni      | Espulsioni       | Presenze              | Reti                  | Ammonizioni           | Espulsioni            | Presenze         | Reti             | Ammonizioni      | Espulsioni       | Presenze | Reti   | Ammonizioni | Espulsioni |
| ---------------- | ---------- | ---------- | ----------- | ---------- | ---------------- | ---------------- | ---------------- | ---------------- | --------------------- | --------------------- | --------------------- | --------------------- | ---------------- | ---------------- | ---------------- | ---------------- | -------- | ------ | ----------- | ---------- |
| S. Bacha         | 6          | 0          | 0           | 0          | 4                | 0                | 0                | 0                | -                     | -                     | -                     | -                     | 5                | 0                | 0                | 0                | 15       | 0      | 0           | 0          |
| S. Bouhaddi      | 16         | -4         | 0           | 0          | 2                | 0                | 0                | 0                | 1                     | -1                    | 0                     | 0                     | 7                | -2               | 0                | 0                | 26       | -7     | 0           | 0          |
| L. Bronze        | 15         | 0          | 0           | 0          | 5                | 0                | 0                | 0                | 1                     | 0                     | 0                     | 0                     | 6                | 0                | 0                | 0                | 27       | 0      | 0           | 0          |
| K. Buchanan      | 5          | 0          | 1           | 0          | 3                | 0                | 0                | 0                | 0                     | 0                     | 0                     | 0                     | 7                | 1                | 0                | 0                | 15       | 1      | 1           | 0          |
| D. Cascarino     | 16         | 3          | 0           | 0          | 4                | 1                | 0                | 0                | 1                     | 0                     | 0                     | 0                     | 7                | 1                | 0                | 0                | 28       | 5      | 0           | 0          |
| I. Christiansen  | 6          | 1          | 0           | 0          | -                | -                | -                | -                | 0                     | 0                     | 0                     | 0                     | 2                | 0                | 0                | 0                | 8        | 1      | 0           | 0          |
| J. Cayman        | 4          | 0          | 0           | 0          | 3                | 1                | 0                | 0                | 0                     | 0                     | 0                     | 0                     | 2                | 0                | 0                | 0                | 9        | 1      | 0           | 0          |
| N. Feller        | 2          | 1          | 0           | 0          | 1                | 0                | 0                | 0                | -                     | -                     | -                     | -                     | -                | -                | -                | -                | 3        | 1      | 0           | 0          |
| A. Greenwood     | 11         | 0          | 0           | 0          | 4                | 0                | 1                | 0                | 1                     | 0                     | 0                     | 0                     | 1                | 0                | 0                | 0                | 17       | 0      | 1           | 0          |
| S. Gunnarsdóttir | -          | -          | -           | -          | 2                | 0                | 0                | 0                | -                     | -                     | -                     | -                     | 3                | 1                | 0                | 0                | 5        | 1      | 0           | 0          |
| A. Hegerberg     | 13         | 14         | 0           | 0          | -                | -                | -                | -                | 1                     | 0                     | 0                     | 0                     | 4                | 9                | 0                | 0                | 18       | 23     | 0           | 0          |
| A. Henry         | 15         | 4          | 2           | 0          | 5                | 0                | 0                | 0                | 1                     | 0                     | 0                     | 0                     | 3                | 1                | 0                | 0                | 24       | 5      | 2           | 0          |
| S. Julini        | -          | -          | -           | -          | 0                | 0                | 0                | 0                | -                     | -                     | -                     | -                     | -                | -                | -                | -                | 0        | 0      | 0           | 0          |
| S. Karchaoui     | -          | -          | -           | -          | -                | -                | -                | -                | -                     | -                     | -                     | -                     | 3                | 0                | 1                | 0                | 3        | 0      | 1           | 0          |
| G. Kazadi        | -          | -          | -           | -          | -                | -                | -                | -                | -                     | -                     | -                     | -                     | -                | -                | -                | -                | -        | -      | -           | -          |
| E. Kouache       | -          | -          | -           | -          | -                | -                | -                | -                | -                     | -                     | -                     | -                     | 1                | 0                | 0                | 0                | 1        | 0      | 0           | 0          |
| S. Kumagai       | 14         | 2          | 1           | 0          | 5                | 0                | 1                | 0                | 1                     | 0                     | 0                     | 0                     | 6                | 1                | 0                | 0                | 26       | 3      | 2           | 0          |
| E. Laurent       | -          | -          | -           | -          | -                | -                | -                | -                | -                     | -                     | -                     | -                     | -                | -                | -                | -                | -        | -      | -           | -          |
| E. Le Sommer     | 11         | 5          | 0           | 0          | 3                | 2                | 1                | 0                | 1                     | 0                     | 0                     | 0                     | 6                | 5                | 0                | 0                | 21       | 12     | 1           | 0          |
| A. Majri         | 14         | 5          | 0           | 0          | 5                | 0                | 0                | 0                | 1                     | 1                     | 0                     | 0                     | 6                | 2                | 0                | 0                | 26       | 8      | 0           | 0          |
| M. Malard        | -          | -          | -           | -          | -                | -                | -                | -                | -                     | -                     | -                     | -                     | 1                | 0                | 0                | 0                | 1        | 0      | 0           | 0          |
| D. Marozsán      | 16         | 10         | 1           | 0          | 5                | 2                | 0                | 0                | 1                     | 0                     | 0                     | 0                     | 6                | 1                | 2                | 0                | 28       | 13     | 3           | 0          |
| G. Mbock Bathy   | 15         | 4          | 1           | 0          | 2                | 0                | 0                | 0                | 1                     | 0                     | 0                     | 0                     | 3                | 1                | 0                | 0                | 21       | 5      | 1           | 0          |
| N. Parris        | 15         | 8          | 0           | 0          | 5                | 6                | 0                | 0                | 0                     | 0                     | 0                     | 0                     | 6                | 4                | 3                | 0                | 26       | 18     | 3           | 0          |
| W. Renard        | 14         | 7          | 3           | 0          | 5                | 2                | 0                | 0                | 1                     | 0                     | 0                     | 0                     | 6                | 5                | 0                | 0                | 26       | 14     | 3           | 0          |
| M. Revelli       | 1          | 0          | 0           | 0          | -                | -                | -                | -                | -                     | -                     | -                     | -                     | 1                | 0                | 0                | 0                | 2        | 0      | 0           | 0          |
| J. Silva         | 2          | 1          | 0           | 0          | 1                | 0                | 0                | 0                | 0                     | 0                     | 0                     | 0                     | 3                | 1                | 0                | 0                | 6        | 2      | 0           | 0          |
| K. Talaslahti    | -          | -          | -           | -          | 0                | 0                | 0                | 0                | -                     | -                     | -                     | -                     | 0                | 0                | 0                | 0                | 0        | 0      | 0           | 0          |
| J. Taylor        | -          | -          | -           | -          | 1                | 0                | 0                | 0                | -                     | -                     | -                     | -                     | 2                | 0                | 0                | 0                | 3        | 0      | 0           | 0          |
| S. van de Sanden | 11         | 2          | 0           | 0          | 5                | 0                | 0                | 0                | -                     | -                     | -                     | -                     | 3                | 0                | 0                | 0                | 19       | 2      | 0           | 0          |
| L. Weiß          | 0          | 0          | 0           | 0          | 3                | -1               | 0                | 0                | 0                     | 0                     | 0                     | 0                     | 0                | 0                | 0                | 0                | 3        | -1     | 0           | 0          |